# Adrián Aguirre Benavides
Adrián María Luis Rafael Aguirre Benavides fue un abogado y militar mexicano que participó en la Revolución Mexicana. Fue hermano de los también revolucionarios Luis y Eugenio Aguirre Benavides y del botánico e ingeniero Gustavo Aguirre Benavides.

## Biografía
Nació en Parras de la Fuente, Coahuila, el 8 de septiembre de 1879, siendo el mayor de los 9 hijos de don Rafael Aguirre Valdéz y de doña Jovita Benavides Hernández. Fue alumno del Ateneo Fuente. En la Ciudad de México estudió en San Ildefonso y en el año de 1902 recibió el título de abogado, trasladándose en seguida a la ciudad de Torreón, donde ejerció la abogacía hasta 1910, año en que se unió a las fuerzas revolucionarias de Francisco I. Madero. Tomó parte activa en la preparación y organización del movimiento revolucionario. 
Cabe a destacar que Francisco I. Madero era su primo hermano.[cita requerida]
Fue miembro de la junta revolucionaria de San Antonio, Texas. Fue diputado al Congreso de la XXVI Legislatura, electo por el Distrito de Piedras Negras. Defendió al revolucionario Francisco Villa durante su proceso en calidad de prisionero en la capital del país en 1912. Como maderista, en su calidad de diputado, fue miembro del Grupo Renovador, perseguido por el régimen de Victoriano Huerta. En 1913 se incorporó a las filas del constitucionalismo y fue asesor de la División del Norte. Apoyó la Convención de Aguascalientes. 
De 1922 a 1924 fue diputado al Congreso de la Unión por el distrito de Parras, Coahuila. Ocupó cargos en la administración en la Secretaría de Recursos Hidráulicos. En 1964 recibió la medalla "Belisario Domínguez" que otorga el senado de la República. Publicó el libro "Madero el inmaculado, historia de la Revolución de 1910". Mantuvo una gran amistad con el presidente Gustavo Díaz Ordaz, quien voto a su favor durante las elecciones presidenciales de 1964. Falleció en la Ciudad de México el 29 de diciembre de 1968.
Estuvo casado con Piedad Argüelles Nájera, con quien tuvo 7 hijas.
| Predecesor: María Hernández Zarco | Medalla Belisario Domínguez 1964 | Sucesor: Plácido Cruz Ríos |

- Datos: Q5658482